# Robin
Robin je mužské, v některých zemích však i ženské křestní jméno staroněmeckého původu. Podle českého kalendáře má svátek 30. ledna. Ženská varianta je Robyn nebo Robina.

## Statistické údaje
Následující tabulka uvádí četnost jména v ČR a pořadí mezi mužskými jmény ve srovnání dvou roků, pro které jsou dostupné údaje MV ČR – lze z ní tedy vysledovat trend v užívání tohoto jména:
| Rok       | Četnost    | Pořadí   |
| 1999      | 2836       | 105.     |
| 2002      | 3065       | 101.     |
| Porovnání | o 229 více | o 4 lépe |
| 2006      | 3779       | 103.     |

Změna procentního zastoupení tohoto jména mezi žijícími muži v ČR (tj. procentní změna se započítáním celkového úbytku mužů v ČR za sledované tři roky 1999–2002) je +8,9%, což svědčí o značném nárůstu obliby tohoto jména.

## Známí nositelé jména
- Robin Finck – americký kytarista
- Robin van Persie – nizozemský fotbalový útočník
- Robin Williams – americký herec
- Robin Hood – legendární postava anglického zbojníka
- Robyn – Švédská zpěvačka
- Robin Scherbatská – fiktivní postava ze seriálu Jak jsem poznal vaši matku
- Robin – mladý Batmanův pomocník z DC
- Robin Tischer – Hokejista

## Robin jako příjmení
- Janet Robin – americká zpěvačka a kytaristka